# Sint-Pieters-Kapelle (West-Vlaanderen)
Sint-Pieters-Kapelle is een Belgisch dorpje in de Polders. Het is een deelgemeente van de kustgemeente Middelkerke. In 1971 werd de tot dan toe zelfstandige gemeente deel van de gemeente Spermalie, maar deze nieuwe fusiegemeente werd al opgeheven op 1 januari 1977 waarna Sint-Pieters-Kapelle bij Middelkerke werd gevoegd.

## Geschiedenis
In 1200 werd een klooster gesticht in wat toen Hunckevliet werd genoemd en zich ten westen van de huidige dorpskern bevond. Omstreeks 1245 verhuisde het klooster naar Sijsele, waar de Spermalieabdij werd gesticht. Het klooster te Sint-Pieters-Kapelle werd een abdijhoeve.
In 1272 werd Sint-Pieterskapelle voor het eerst vermeld als zelfstandige parochie, die zich had afgesplitst van die van Slijpe.
Tijdens de Eerste Wereldoorlog werd Slijpe vrijwel helemaal verwoest en daarna grotendeels in oude stijl herbouwd.
In 1971 werd Sint-Pieters-Kapelle deel van de gemeente Spermalie, maar deze werd op 1 januari 1977 opgeheven waarna Sint-Pieters-Kapelle bij Middelkerke werd gevoegd.

## Demografische ontwikkeling
- Bronnen:NIS, Opm:1831 tot en met 1970=volkstellingen

## Bezienswaardigheden
- Spermaliehof
- Sint-Pieterskerk
- Enkele historische boerderijen
- Duitse bunker uit de Eerste Wereldoorlog

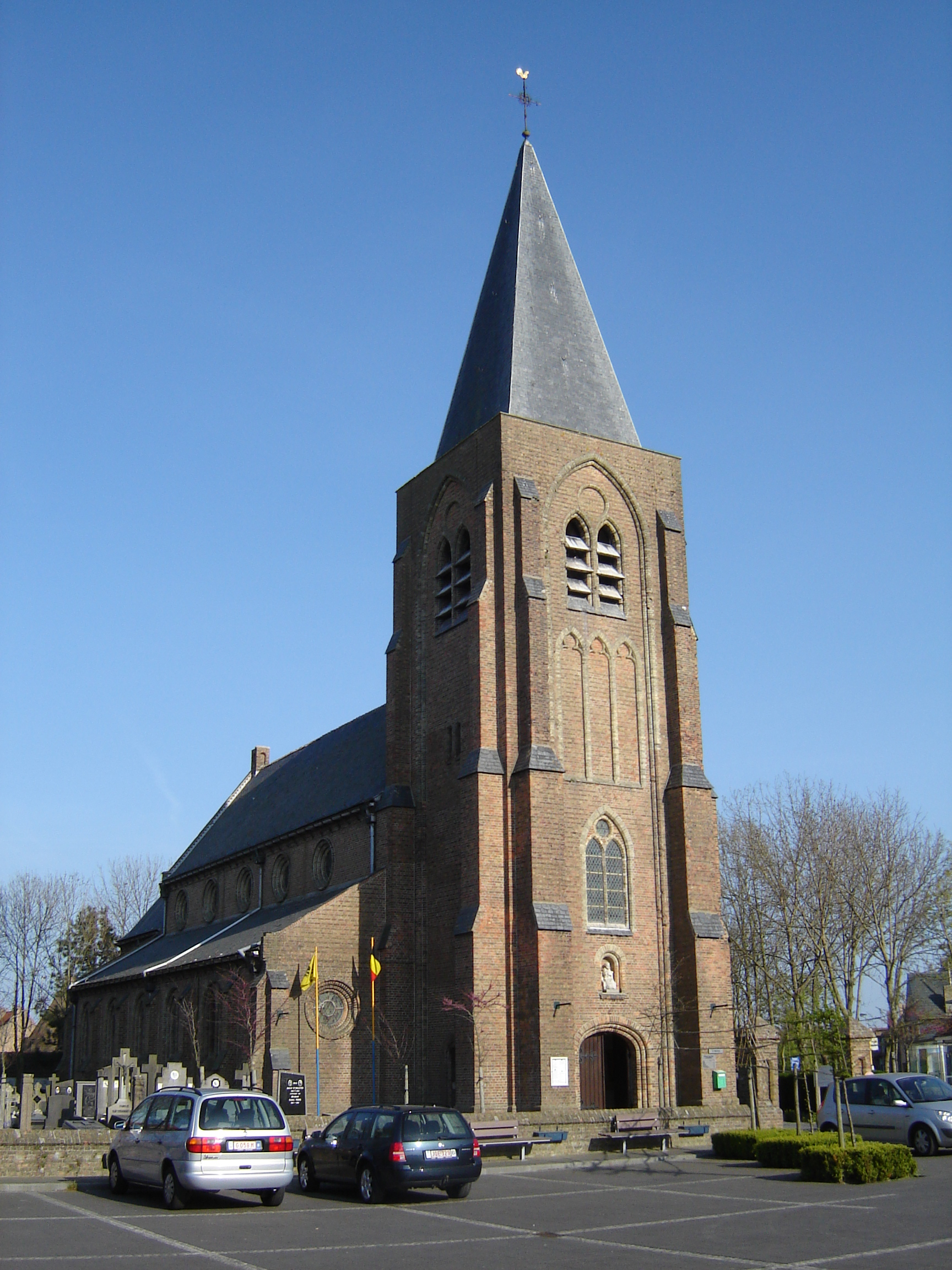
Sint-Pieterskerk

## Natuur en landschap
Sint-Pieters-Kapelle ligt in het West-Vlaamse poldergebied op een hoogte van ongeveer 2 meter. Enkele waterlopen zijn het Spermaliegeleed en de Lekevaart.

## Nabijgelegen kernen
Schore, Mannekensvere, Slijpe, Zevekote, Leke
Deelgemeenten: Leffinge · Lombardsijde · Mannekensvere · Middelkerke · Schore · Sint-Pieters-Kapelle · Slijpe · Westende · Wilskerke

Belgische gemeenten · Arrondissement Oostende · West-Vlaanderen · Vlaanderen